# Ragnhild Hatton
Ragnhild Marie Hatton (* 10. Januar 1913 in Bergen; † 16. Mai 1995 in London) war eine norwegisch-britische Historikerin. Sie war zu ihrer Zeit eine der führenden englischen Historikerinnen des 17. und 18. Jahrhunderts.

## Leben
Hatton wurde als Tochter von Gustav und Marie Hanssen geboren und ging in Bergen auf eine Privatschule und dann in die Kathedralschule. Anschließend studierte sie an der Universität Oslo (Magister 1936). Im Jahr ihres Abschlusses heiratete sie den englischen Geschäftsmann und späteren Mathematiklehrer Harry Hatton († 1989), mit dem sie zwei Söhne hatte. Das Paar zog nach London, wo sie am University College die Arbeit an ihrer in Oslo begonnenen Doktorarbeit fortsetzte. Während des Zweiten Weltkriegs arbeitete sie für die britische Regierung. 1947 promovierte Hatton bei G. J. Renier und Mark A. Thomson über Diplomatic relations between Great Britain and the Dutch Republic 1714–1721. 1949 wurde sie Assistant Lecturer an der London School of Economics, 1950 dort Lecturer, 1958 Reader und ab 1968 Professor of International History. 1974 bis 1978 war sie Dean der Fakultät für Wirtschafts- und Politikwissenschaften und 1978 bis 1981 Chairman des History Departments. 1981 emeritierte sie. Bekannt wurde sie u. a. für Biographien von Ludwig XIV., Karl XII. und Georg I., für die sie jeweils ausgedehnte Archivstudien betrieb.
1964 bis 1968 war Hatton am London Honours Board of Examiners in History sowie externe Prüferin in Geschichte für die Universitäten Nottingham (1965 bis 1969), Edinburgh (1965 bis 1970), der Queens University in Belfast (1972/3) und der Universität Warwick (1975–1977). 1979 bis 1983 gehörte sie dem Council der Royal Historical Society an.
Hatton war Mitglied der Königlich schwedischen Akademie (1954) und Ehrenmitglied der American Historical Association. 1983 wurde sie Ritter des norwegischen Sankt-Olav-Ordens, 1993 Senior Fellow der British Academy. Außerdem erhielt sie die Palmes Académiques und war Ehrendoktor der Ohio State University.

## Werke (Auswahl)
als Autorin
- The Anglo-Hanoverian connection, 1714-1760. The Creighton Trust Lecture 1982; delivered before the University of London on Monday 15 November 1982. University Press, London 1982.
- Diplomatic relations between Great Britain and the Dutch Republic, 1714-1721. The Anglo-Netherlands Society, East & West Ltd, 1950 (Dissertation).
- Charles XII. of Sweden. Weidenfeld and Nicolson, London 1968 (Hatton schrieb auch ein Vorwort zu einer englischen Ausgabe von Voltaires Charles XII.).
- Europe in the age of Louis XIV. Thames and Hudson, London 1969.
- Georg I. Ein deutscher Kurfürst auf Englands Thron („George I of Great Britain: elector and king“). Societäts-Verlag, Frankfurt/M. 1982, ISBN 3-7973-0398-X.
- Louis XIV. and his world. Thames and Hudson, London 1972.
- Charles XII and the Great Northern War in J. S. Bromley The Rise of Great Britain and Russia, 1688-1715/25, The New Cambridge Modern History, Band 6, Cambridge University Press 1970
- Scandinavia and the Baltic in J. O. Lindsay The Old Regime, 1713-1763, New Cambridge Modern History, Band 7, CUP 1957

als Herausgeberin
- Captain James Jefferye’s letters to the Secretary of State, Whitehall, from the Swedish army, 1707-1709. In: Historiska handlingar, Bd. 35, 1954, 1
- Louis XIV. and absolutism. Macmillan, London 1976.
- Louis XIV. and Europe. Macmillan, London 1976.
- William III. and Louis XIV. Essays 1680-1720; by and for Mark A. Thomson. Liverpool University Press, Liverpool 1968 (zusammen mit John S. Bromley)
- Studies in diplomatic history. Essays in memory of David Bayne Horn. Longmans, Harlow 1970 (zusammen mit Matthew S. Anderson).